# AFCYBER
Кибернетическое командование военно-воздушных сил (временное) (сокращённо. по-английски (аббревиатура) — AFCYBER (P) (сокращение. от англ. Air Force Cyber Command (Provisional)) — кибернетическое формирование военно-воздушных сил (ВВС) США.

## История
Кибернетическое командование военно-воздушных сил создано в сентябре 2007 года.
Базировалось на военно-воздушной базе Барксдейл. 
Подобно тому, как авиационные и космические формирования призваны к ведению разведывательных, оборонительных и наступательных действий в воздушном околоземном и космическом пространствах, киберформирование отвечало за операции в киберпространстве — виртуальном пространстве, образуемом совокупностью информационных, компьютерных, сетевых, телекоммуникационных технологий и использующее электромагнитный спектр для передачи и хранения информации. После создания Кибернетического командования США было включено в его состав.

## Задачи и функции формирования
- проведение защитных и наступательных операций, связанных с вторжением в ИТ-системы потенциального противника;
- защита информационно-технических систем американских военных, а также критически важных узлов американского интернета;
- изучение аппаратных закладок и уязвимостей, которые могут быть удалённо использованы для вывода из строя военных систем, или снятия с них данных.